# Sébastien Crétinoir
Sébastien Antoine Crétinoir (Fort-de-France, 12 febbraio 1986) è un calciatore francese, centrocampista del Golden Lion e della Nazionale martinicana.

## Carriera

### Club
Dopo aver giocato nel Club Colonial, nel 2013 viene acquistato dal Golden Lion.

### Nazionale
Debutta in Nazionale nel 2004. Mette a segno le prime due reti con la maglia della Nazionale il 12 ottobre 2014, nella gara Martinica-Saint Vincent e Grenadine (4-3), in cui mette a segno il gol del momentaneo 1-1 e quello del momentaneo 2-3.